# Владари Сицилије и Напуља
Списак владара Сицилије и Напуљске краљевине

## Грофови Сицилије
Након норманског освајања Сицилије Роберт Гвискар постаје војвода Апулије 1059. године. Роберт Гвискар предаје грофовију Сицилију свом брату Руђеру.

#### Династија Отвил (1071—1130)
- Руђер I Сицилијански (1071—1101)
- Симон Сицилијански (1101—1105)
- Руђер II Сицилијански (1105—1130)

## Краљеви Сицилије
Руђер II Сицилијански је постао краљ 1130. године. Поставио га је антипапа Анаклетије 1130, а признао га је папа 1139. године. Тада је краљевство Сицилија обухватало поред Сицилије и југ Италије.

#### Династија Отвил (1130—1198)
- Руђер II Сицилијански (1130—1154)
- Вилијам I Сицилијански (1154—1166)
- Вилијам II Сицилијански (1166—1189)
- Танкред Сицилијански (1189—1194)
  - Руђер III Сицилијански, савладар (1193—1194)
- Вилијам III Сицилијански (1194)
- Констанца Сицилијанска (1194—1198)

Констанца Сицилијанска се удала за Хенрика VI, па је он полагао право на сицилијански трон.

#### Хоенштауфен династија (1194—1266)
- Хенрик VI (1194—1197)
- Фридрих II (1198—1250)
  - Хенрик VII (1212—1217)
- Конрад IV (1250—1254)
- Конрадин (1254—1258/1268)
- Манфред Сицилијански (1258—1266)

#### Карло Анжујски
- Карло I Анжујски (1266—1282), краљ Сицилије, а од 1282. до 1285. само краљ Напуљске краљевине

## Напуљско краљевство
После 1282. Краљевство Сицилија је подељено на два краљевства: Краљевство Сицилије и Напуљско краљевство.
Карло Анжујски је заузео Сицилију 1266, а изгубио 1282. године. Од тада је само краљ Напуљске краљевине.

### Анжујски краљеви Напуља

#### Капет-Анжу
- Карло I Анжујски (1282—1285), краљ Сицилије са Напуљем до 1282, а од 1282. само Напуљске краљевине
- Карло II Напуљски (1285—1309)
- Роберт Напуљски (1309—1343)
- Јована I Напуљска (1343—1382)

Јована Напуљска је умрла без директних наследника, па је постојао спор око тога ко је краљ
| Дурацо - Карло III Напуљски (1382—1386) - Ладислав Напуљски (1386—1414) - Јована II Напуљска (1414—1435) | Валоа-Анжу - Луј I Анжујски (1382—1384) - Луј II Анжујски (1384—1417) - Луј III Анжујски (1417—1426, умро 1434) |

Јована II Напуљска је признала Луја III Анжујског и његовог сина Ренеа као наследника. Тиме је био решен спор две две куће и Рене постаје нови краљ.
- Рене I Напуљски (1435—1442, умро 1480).

Ренеово полагање права наслеђује његов нећак Карло IV Анжујски, који умире 1481, па француски краљеви полажу право све до 1559. године. Ренеа је свргнуо арагонски краљ Алфонсо V Арагонски 1442, који уједињава два краљевства Краљевство Сицилије и Напуљско краљевство.

### Арагонски краљеви Сицилије (1282—1409)
Петар III Арагонски је освојио Сицилију 1282. и постао је краљ само Сицилије, а Напуљском краљевином су владали Анжујци.
- Педро III Арагонски (1282—1285)
- Ђауме II Арагонски (1285—1295)
- Федерико III Сицилијански (1296—1337)
- Педро II Сицилијански (1337—1342)
- Луј Сицилијански (1342—1355)
- Федерико III Прости (1355—1377)
- Марија Сицилијанска (1377—1401)
- Мартин I Сицилијански (1395—1409)
- Мартин I Арагонски (1409—1410)

Краљевством Сицилије влада Шпанија (1409—1713), Савој (1713—1720) и Аустрија (1720—1735).

### Арагонски краљеви Напуљске краљевине и краљевства Сицилије (1442—1500)
- Алфонсо V Арагонски (1442—1458)
- Фернандо I Напуљски (1458—1494)
- Алфонсо II Напуљски (1494—1495)
- Фернандо II Напуљски (1495—1496)
- Федерико IV Напуљски (1496—1500), у Француској од 1500. до 1504.
- Фернандо Католички (1504—1516)
- Карло I од Шпаније (1516—1554)

Напуљском краљевином влада Шпанија (1516—1707) и Аустрија (1707—1735). Филип II од Шпаније је владао од 1554, две године пре него што је постао краљ Шпаније.

## Бурбонски краљеви Напуља и Сицилије (1735—1806)
- Карло III од Шпаније (1735—1759)
- Фернандо I (1759—1806), наставио да влада Сицилијом до 1815, па је поново владао и Напуљем
  - Марија Каролина Аустријска је била де факто владар (1768—1812)

## Бонапартина Напуљска краљевина (1806—1815)
- Жозеф Бонапарта (1806—1808)
- Жоашен Мира (1808—1815)

## Краљеви Две Сицилије (1815—1860)
- Фернандо I (1815—1825)
- Франческо I (1825—1830)
- Фернандо II (1830—1859)
- Франческо II (1859—1860)